# منطقه مرکز ریف دمشق
منطقه مرکز ریف دمشق (به عربی: مرکز ریف دمشق) یک منطقه در سوریه است که در استان ریف دمشق واقع شده‌است.

## خصوصیات
منطقه مرکز ریف دمشق ۷۱۹٫۷۱ کیلومترمربع مساحت و ۸۳۷٬۸۰۴ نفر جمعیت دارد.